# Кишик-Коэн, Шуламит
Шуламит Кишик-Коэн (ивр. שולמית קישיק-כהן‎; 1917, Аргентина — 21 мая 2017, Иерусалим, Израиль) — агент израильской разведки, занимавшаяся нелегальной переправкой евреев из арабских стран. Проживала в Ливане, работала на Моссад.

## Биография
Шуламит (Шула) Кишик родилась в Аргентине в 1917 году в семье религиозных сионистов. Вскоре после её рождения семья переехала в подмандатную Палестину и поселилась в иерусалимском районе Мекор-Барух. Шула обучалась в престижной школе имени Эвелины де Ротшильд, где преподавание велось на иврите. Отец и старший брат хранили в доме оружие еврейских подпольщиков.
В возрасте 16 лет Шуламит Кишик выдали замуж за Жозефа Коэна — преуспевающего ливанского коммерсанта еврейского происхождения. Шуламит поселилась с мужем в еврейском квартале Бейрута, Вади Абу Джамиль, контролируемом французами. В семье родилось и выросло семь детей. Один из её сыновей — Ицхак Леванон — впоследствии стал израильским дипломатом, и с 2009 до 2011 годы занимал должность израильского посла в Египте.
В Бейруте Шуламит работала в местной еврейской общине. Вскоре она попала в элитный круг Бейрута, где завела знакомства с военными и политическими руководителями. В тот период, сразу после образования Израиля, легальная репатриация евреев в Израиль из многих арабских стран была запрещена, и Шуламит Коэн занималась переправкой евреев через Ливан в Израиль под носом местных властей. В 1947 году перед началом Войны за независимость ей удалось связаться с израильской службой безопасности Шай и передать через неё планы нападения военных подразделений Ливана и Сирии на штаб Хаганы в Метуле. Следующие 14 лет, с 1947 по 1961 год, Шуламит была активнейшим агентом израильской разведки в Ливане в тайне от собственных детей, где фигурировала под псевдонимом Маргалит.
Шуламит помогала «Моссаду» в переправке евреев в Израиль из Ливана и других арабских стран. Ей удалось наладить разветвлённую сеть маршрутов, позволявших одиночкам, семьям и целым группам еврейских беженцев из Ливана, Сирии, Ирака и даже Ирана попадать в Израиль. Одних контрабандисты перевозили в лодках по морю. Вторые пересекали границу в точно назначенное время, пока подкупленные офицеры ливанской погранслужбы отсылали солдат на другой участок зоны наблюдения. Третьи проезжали по подделанным и купленным за взятку документам. Счёт сумевших благодаря Шуламит добраться до Израиля идёт на тысячи, и большинство не знали, кто их тайная благодетельница. В 1949 году Шуламит отправила в Израиль двух старших сыновей, где им было безопаснее.
В 1952 году Шуламит была задержана и помещена в тюрьму на 36 дней.
В 1961 году Шуламит Кишик-Коэн по доносу была арестована в своём доме в Бейруте по обвинению в шпионаже, контрабанде людей и попытке государственного переворота. Её подвергали жесточайшим пыткам: подвешивали за руки и за ноги, избивали кнутом и вырывали ногти. Она была приговорена к смертной казни, которая позже была заменена на семь лет тюремного заключения. Её муж Жозеф был также арестован по обвинению в осведомлённости о шпионской деятельности жены.
В 1967 году, после Шестидневной войны, Шуламит Кишик-Коэн была освобождена в рамках обмена военнопленными и передана израильским властям в пограничном пункте Рош-ха-Никра. Остававшиеся в Ливане дети были тайно вывезены в Израиль через Кипр, они поселились с ней в Иерусалиме.
В 2007 году, на ежегодной церемонии, посвящённой Дню независимости Израиля, Шуламит Коэн была удостоена чести зажечь один из 12 факелов. В 2010 году ей был присвоен титул почётного гражданина Иерусалима (יקיר ירושלים). В 2011 году она была награждена медалью Грация Мендес Наси.
Шуламит Кишик-Коэн скончалась 21 мая 2017 года в возрасте 100 лет в иерусалимской больнице Хадасса, в кампусе на горе Скопус.